# Joe Guyon
Joseph Napoleon „Joe“ Guyon (* 26. November 1892 in White Earth, Minnesota; † 27. November 1971 in Louisville, Kentucky) war ein US-amerikanischer American-Football-Spieler, Baseballspieler und -trainer. Er spielte in der National Football League (NFL) unter anderem bei den New York Giants als Halfback.

## Herkunft
Joe Guyon war ein Anishinabe-Indianer. Er wurde in einem Reservat geboren und genoss lediglich eine zweitklassige Schulbildung, was für Indianer in den USA damals nicht unüblich war. Joe Guyon war daher auf seine athletischen Fähigkeiten angewiesen, um zu einer guten Schulbildung und dem damit verbundenen beruflichen Erfolg zu gelangen.

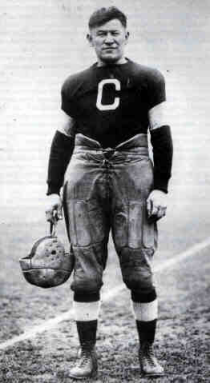
Jim Thorpe

## Footballkarriere

### Collegekarriere
Nach dem Besuch der High School in Carlisle besuchte er 1912 und 1913 die Carlisle Indian Industrial School, eine Schule, an der versucht wurde, die nordamerikanischen Ureinwohner zu assimilieren, die allerdings auch eine gute Schulbildung ermöglichte. An der Schule spielte Guyon auch American Football. Mannschaftskapitän des Teams war Jim Thorpe. Die Mannschaft war außergewöhnlich erfolgreich und konnte 23 von 28 Spielen gewinnen.
Von 1914 bis 1916 besuchte Guyon die Keewatin Academy in Chicago. Mit dem erfolgreichen Abschluss an dieser Akademie wollte er seine Chancen verbessern, an einem namhaften College aufgenommen zu werden. Nach seinem Schulabschluss erhielt er von verschiedenen Colleges Stipendien angeboten. Auf Empfehlung seines Bruders, der Assistenztrainer am Georgia Institute of Technology war, entschloss er sich, seine Collegeausbildung in den Jahren 1917 und 1918 in Georgia abzuschließen. Auch in Atlanta spielte er American Football und gewann 1917 mit seinem Team die US-amerikanische Collegemeisterschaft. Guyon wurde sowohl in Carlisle als auch in Georgia insgesamt viermal zum All American gewählt.

### Profikarriere
1919 wurde Guyon Profispieler bei den Canton Bulldogs und damit Mitspieler von seinem ehemaligen Mannschaftskapitän Jim Thorpe. Thorpe spielte bereits seit längerer Zeit bei den Bulldogs und hatte Guyon nach dessen Collegestudium auch angeworben. 
Die Bulldogs spielten 1919 in einer regionalen Liga und waren 1920 eines der Gründungsmitglieder der American Professional Football Association, die später in National Football League umbenannt wurde. Thorpe war Spielertrainer des Teams. Bis 1924 blieben Guyon und Thorpe Mannschaftskameraden. Sie spielten gemeinsam für die Cleveland Indians, die aus Indianern bestehenden Oorang Indians und 1924 für die Mannschaft der Rock Island Independents. Danach trennten sich ihre Wege und Guyon unterschrieb einen Vertrag bei den Kansas City Cowboys. 
Nachdem er ein Jahr ausgesetzt hatte, lief Guyon 1927 für die New York Giants auf und spielte dort auf verschiedenen Positionen. Nach einer Saison mit 11 Siegen, einem Unentschieden und einer Niederlage gegen die Cleveland Bulldogs gewannen die Giants, die zahlreiche Auswahlspieler wie Pete Henry oder Cal Hubbard in ihren Reihen hatten, 1927 die NFL-Meisterschaft. Guyon beendete nach der Saison seine Profilaufbahn.

## Baseballkarriere
Joe Guyon spielte von 1920 bis 1936 mit Unterbrechungen Baseball. Er stand mehrere Jahre bei den Louisville Colonels unter Vertrag. Von 1928 bis 1931 war er Trainer der Clemson University und konnte mit seinem Team 1929 die Staatsmeisterschaft gewinnen. Von 1931 bis 1933 kehrte er nochmals in den Footballsport zurück und trainierte eine High-School-Footballmannschaft in Louisville. 

## Abseits des Spielfelds
Nach seiner Sportlerlaufbahn arbeitete Guyon in der Wirtschaft und lebte von 1954 bis 1964 in Flint, Michigan. Guyon war verheiratet, kehrte 1964 nach Louisville zurück und starb dort. Er ist auf dem Resthaven Memorial Park Cemetery in Louisville beerdigt.

## Ehrungen
Joe Guyon wurde 1920 zum All-Pro gewählt. Er ist Mitglied im NFL 1920s All-Decade Team, in der Pro Football Hall of Fame und in der College Football Hall of Fame, sowie in der Kentucky Athletic Hall of Fame.